# Баскаки (Весьегонский район)
Баскаки — деревня в Весьегонском муниципальном округе Тверской области России.

## География
Деревня расположена на автодороге 28К-0058 Тверь — Устюжна в 22 км на юг от районного центра города Весьегонска.

## История
В 1858 году в селе была построена деревянная церковь в честь Святого Великомученика Георгия Победоносца, в 1885 году в селе построена каменная Никольская церковь с 3 престолами, метрические книги с 1795 года.
В конце XIX — начале XX века село входило в состав Телятинской волости Весьегонского уезда Тверской губернии.
С 1929 года деревня являлась центром Баскаковского сельсовета Весьегонского района Бежецкого округа Московской области, с 1935 года — в составе Калининской области, с 1954 года — в составе Ивановского сельсовета, с 2005 года — в составе Ивановского сельского поселения, с 2019 года — в составе Весьегонского муниципального округа.

## Население
| 1859 | 2010 |
| ---- | ---- |
| 194  | ↘37  |

## Достопримечательности

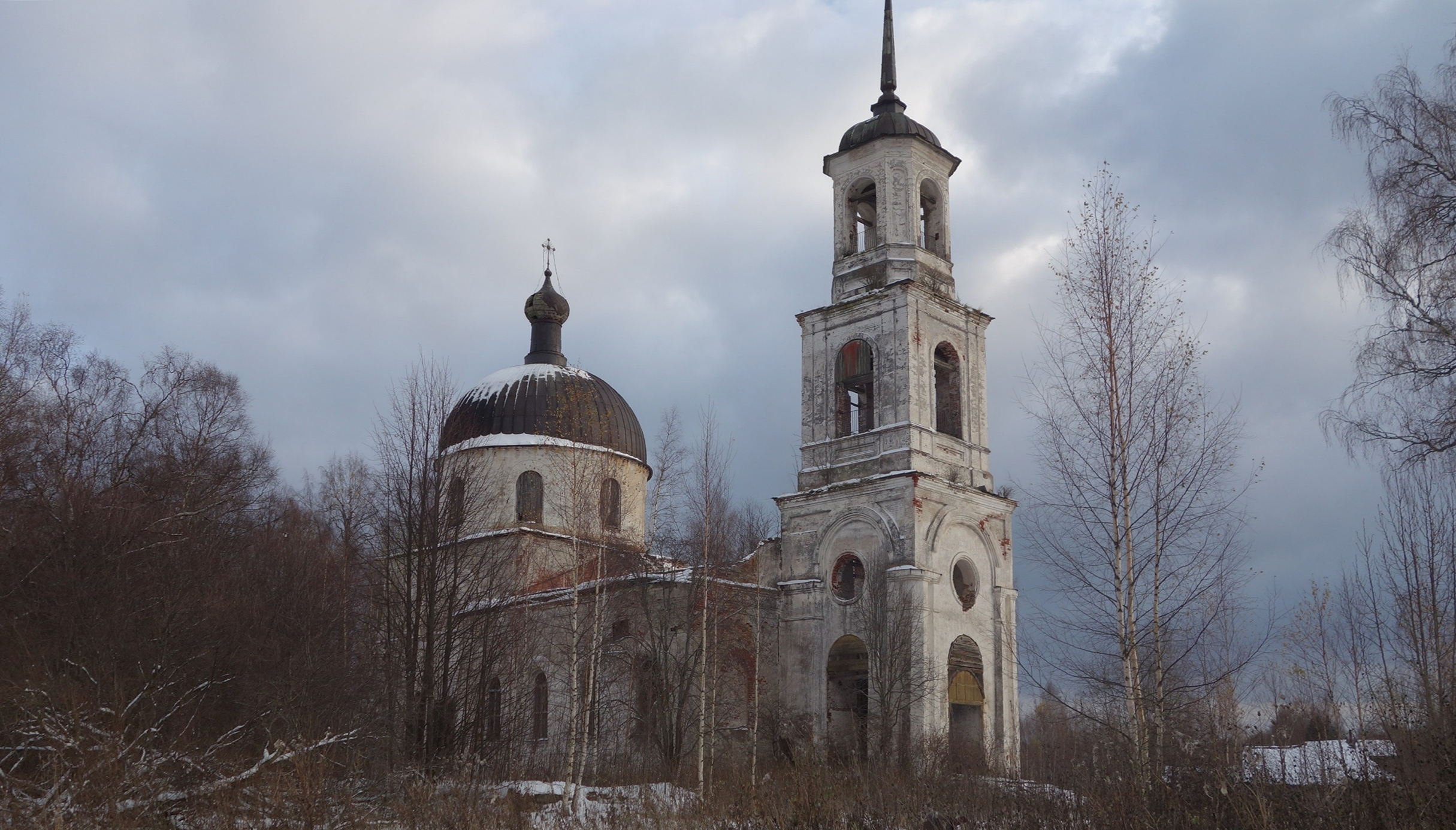
Успенская церковь села Баскаки

В деревне расположена недействующая Церковь Успения Пресвятой Богородицы (1885).